# Form 20-F
Form 20-F ist eine Berichtsvorgabe, die von der United States Securities and Exchange Commission (SEC) für alle „ausländischen Wertpapieremittenten“, die Aktien an den Börsen in den Vereinigten Staaten von Amerika (USA) gelistet haben, jährlich vorgelegt werden muss (SEC Filing). Form 20-F fordert die Vorlage eines Jahresberichtes innerhalb von sechs Monaten nach Ende des Geschäftsjahres des Unternehmens, oder wenn sich das Geschäftsjahresenddatum geändert hat.
Die Berichterstattung und die Anspruchsvoraussetzungen für die Form 20-F sind in dem Wertpapierhandelsgesetz von 1934 (Securities Exchange Act) festgelegt. Die Informationsanforderungen sind nicht so streng wie für inländische US-Unternehmen. Unternehmen, in denen weniger als 50 Prozent der stimmberechtigten Aktien von US-Investoren gehalten werden, können von der besonderen Berichtspflicht ausgenommen werden.
Sobald ein Unternehmen nicht mehr den Status des ausländischen Wertpapieremittenten erfüllt, muss es die gleichen regelmäßigen Berichte wie inländische US-Unternehmen vorlegen, wie 8-K-, 10-Q- und 10-K-Berichte sowie die Vereinbarkeit von Buchungsposten zu US-GAAP-Standards in der Bilanzierung einhalten.

## Ziel des 20-F-Berichtes
Das Ziel der Form 20-F ist es, die Berichtspflichten von ausländischen Unternehmen zu standardisieren, damit die Anleger diese Investitionen mit den Investitionen in inländischen Aktien möglichst objektiv vergleichen können. Der Bericht ist in einfachem, allgemein verständlichen Englisch zu halten.

## Bedeutung des 20-F für Investoren
Die sehr strenge 20-F-Berichterstattung ermöglicht es auch ausländischen Investoren, insbesondere auch Privatinvestoren, einen tieferen Einblick in die Geschäftstätigkeit von in den USA zweitgelisteten Firmen aus aller Welt zu nehmen, da alle Berichte im Internet regelmäßig kostenlos zum Download zur Verfügung stehen.